# بروتوكول الإنترنت الجوال
إن عنوان بروتوكول الإنترنت يتغير بتغير المكان الجغرافي الذي يتواجد فيه الجهاز، بالتالي فإن الرسائل التي كانت ذاهبة للعنوان القديم لن تصل للمستخدم إذا ما قام بتغير مكانه الجغرافي، تلك المشكلة هي التي أدت إلى ظهور بروتوكول الإنترنت المحمول الذي يسمح لصاحبه بالتنقل من مكان إلى آخر دون ضياع الرسائل المرسلة إليه.

## المقدمة
يسمح IP المحمول لتوجيه البيانات غير المعتمد على الموقع للداتاغرامز على الإنترنت. يتم تحديد كل عقدة متنقلة من خلال عنوان منزلها بغض النظر عن موقعها الحالي في الإنترنت. في حين وجودها بعيدا عن شبكتها المنزلية، ترتبط العقد النقالة مع عنوان الرعاية الذي يحدد موقعها الحالي ويرتبط مع عنوان منزلها مع نقطة النهاية المحلية الموجودة فيها حاليا إلى وكيل منزلها “Home Agent”. يحدد IP المحمول كيف تحدد العقد المتنقلة مع وكيلها المنزلي وكيف يقوم وكيل المنزل بتوجيه داتاغرامز إلى العقدة المتنقلة من خلال النفق “Tunnels”

## التطبيقات
في العديد من التطبيقات (على سبيل المثال، فين، الصوت عبر بروتوكول الإنترنت)، والتغيرات المفاجئة في الاتصال بالشبكة وعنوان يمكن أن يسبب مشاكل. تم تصميم آي بي المحمول لدعم الاتصال بالإنترنت سلس ومستمر. وكثيرا ما يوجد الآي بي المحمول في البيئات السلكية واللاسلكية حيث يحتاج المستخدمون إلى حمل أجهزتهم النقالة عبر الشبكات الفرعية لان متعددة. أمثلة على الاستخدام في التجوال بين الأنظمة اللاسلكية المتداخلة، على سبيل المثال، آي بي عبر دف وولان وويماكس وبوا. لا يلزم إب المحمول داخل الأنظمة الخلوية مثل الجيل الثالث 3G، لتوفير الشفافية عندما يهاجر مستخدمو الإنترنت بين الأبراج الخلوية، حيث توفر هذه الأنظمة آليات نقل طبقة الوصلات الخاصة بها وآليات التجوال الخاصة بها. ومع ذلك، فإنه غالبا ما يستخدم في أنظمة الجيل الثالث 3G للسماح للتنقل السلس للملكية الفكرية بين مختلف نطاقات حزم البيانات التي تخدم عقدة (PDSN).

## مباديء التشغيل
هدف IP المتنقل هو الحفاظ على اتصال TCP بين المضيف المتحرك والمضيف الثابت مع الحد من آثار تغيرات المكان في حين المضيف المحمول يتحرك حولها، دون الحاجة إلى تغيير TCP/IP الأساسي.[] لحل هذه المشكلة، حيث يسمح RFCلنوع من عامل وكيل ليكون بمثابة رجل منتصف بين المضيف المحمول والمضيف المراسل.
عقدة المحمول لديها عنوانين - عنوان المقر الدائم وعنوان الرعاية (CoAا (الذي يرتبط مع الشبكة التي تزورها العقدة المتنقلة.
يشمل تنفيذ IP على نوعين من الكيانات:
.. وكيل المنزل (HA): يخزن معلومات حول العقد المحمولة التي تنتمي لها بشكل دائم. ويعمل HA بمثابة جهاز التوجيه للمضيف المحمول (MH) على الشبكة المنزلية لتوجيه الداتاغرلمز لتسليمها إلى المضيف المحمول عندما يكون بعيدا عن المنزل، ويحافظ على موقع الدليل (LD) للمضيف المحمول.
..الوكيل الخارجي (FA): يخزن معلومات حول العقد المتنقلة التي قامت بزيارة شبكتها. الإعلان عن عناوين الرعاية "CoA، والتي تستخدم من قبل IP المتنقل. إذا لم يكن هناك عامل خارجي في الشبكة المضيفة، يجب على الجهاز المحمول ان يهتم بالحصول على عنوان رعاية CoA خاص والإعلان عنه بوسائلها الخاصة. يعمل المضيف الخارجي FA كجهاز التوجيه على الشبكات التي يزورها المضيف المتنقل MH وتقديم خدمات التوجيه طوال فترة الاستضافة. ويعمل المضيف الخارجي FA على أعاده تمرير وتوجيه مخططات البيانات التي تم تمريرها من قبل العميل المنزلي.
ما يسمى عنوان الرعاية CoA يعد نفطة انتهاء تمرير لمخططات البيانات الموجهة للمضيف المحمول في حال وجوده بعيدا عن المنزل.
عنوان الرعاية من الوكيل الخارجي “FA care-of Address”: عنوان وكيل الخارجية التي تسجل المضيف المتنقل MH معه
Co-Located CoA: عنوان محلي التي تم الحصول عليها من الخارج للمضيف التنقل
العقد المتنقلة هي المسؤولة عن اكتشاف ما إذا كان المضيف المتنقل كمتصلا بالشبكة المنزلية، أو انتقلت إلى شبكة أجنبية. وتقوم المضيف المنرلي والمضيف الخارجي ببث وجودهم على كل الشبكة التي ترد فيها. فهي ليست وحدها المسؤولة عن اكتشاف، وأنما تلعب جزء منه. RFC 2002 تحديد استخدام عامل اكتشاف لتحديد موقع هذه الكيانات. وعند الاتصال بشبكة خارجية يتعين على الشبكة متعددة الوسائط تحديد عامل الرعاية الخارجية للعنوان الذي يقدمه كل عميل اجنبي على الشبكة.
عقدة ترغب في التواصل مع العقدة المتنقلة تستخدم عنوان المقر الدائم للعقدة المحمولة وعنوان الوجهة لإرسال الحزم. لأن عنوان المنزل ينتمي منطقيا إلى شبكة مرتبطة مع وكيل المنزل، وآليات التوجيه العادية IP إلى الأمام هذه الحزم إلى وكيل المنزل. وبدلا من توجيه هذه الحزم إلى الوجهة التي هي فعليا في نفس شبكة وكيل المنزل، وكيل المنزل الموجهات هذه الحزم تجاه عنوان بعيد من خلال نفق IP عن طريق تغليف مخطط البيانات مع رأس IP جديد باستخدام عنوان رعاية CoA للعقدة النقالة.
عندما يتصرف كما الإرسال، عقدة المتنقلة ترسل الحزم مباشرة إلى عقدة التواصل الأخرى، دون إرسال الحزم من خلال وكيل المنزل، وذلك باستخدام عنوان المنزل الدائم كعنوان مصدر للحزم IP. ويعرف هذا التوجيه الثلاثي أو وضع «الطريق الأمثل» (RO). إذا لزم الأمر، يمكن للعميل أجنبي توظيف نفق العكسي من خلال انفاق الحزم العقدة المحمول إلى وكيل المنزل، والتي بدورها تحيلها إلى عقدة التواصل. وهذا مطلوب في الشبكات التي تحقق أن عنوان IP مصدر المضيف المحمول ينتمي إلى الشبكة الفرعية أو تجاهل الحزم خلافا لذلك. في الإصدار IPv6 (MIPv6)، «نفق العكسي» هو السلوك الافتراضي، مع RO كونه سلوك اختياري.
في سيناريوهات عندما يكون جانبي الاتصالات هي عقد محمولة، التواصل عبر حلول IP موبايل يضيف مقدار حمل إضافي، حيث يقبل من حكلرالحزمة. كحل، في عام 2012 الباحثون بتطوير طريقة لتقليل حجم النفقات العامة في حالات، []بحيث يمكن نقل المزيد من الحمولات في كل حزمة IP في السيناريوهات التي تمت مناقشتها. في الطريقة المقترحة، يتم تغيير مدير نفق ليكون بمثابة DNS، بحيث ترسل عناوين MN لم تعد مطلوبة.

## الأداء
الأداء
ويمكن الاطلاع على تقييم أداء الملكية الفكرية المحمول، ليسب، رينا وغيرها من المبادرات المماثلة التي تحاول إصلاح بنية عنوان إب غير صحيحة، في هذه الدراسة متاحة أيضا في هذا التقرير الفني. [ 
]
http://www.cs.bu.edu/techreports/pdf/2010-035-rina-mobility.pdf ويمكن الاطلاع على تقييم أداء IPv6 المحمول، الذي قامت به نيك أوروبا، في المكتبة الرقمية، إدخال A simulation study on the performance of mobile IPv6 in a WLAN-based cellular network"من مجلة إلزيفير شبكات الكمبيوتر (نج)، العدد الخاص على بنية الإنترنت الجديدة، سبتمبر 2002.
بالإضافة إلى ذلك، تتوفر مقارنة الأداء بين الإصدار IPv6 للجوال وبعض التحسينات المقترحة له (IPv6 للهاتف المحمول الهرمي، والتسليم السريع لل IPv6 للجوال ومجموعتها) تحت عنوان «مقارنة أداء IPv6 للجوال، IPv6 للهاتف الجوال، والتسليم السريع لل IPv6 للجوال ومجموعتها»، من أسم سيغموبيل الحوسبة المتنقلة والاتصالات استعراض (MC2R)، المجلد 7، العدد 4، أكتوبر، 2003.

## التطوير
ويجري تطوير التحسينات على تقنية بروتوكول الإنترنت المحمول، مثل IPv6 المحمول [] و IPv6 للهاتف المحمول (HMIPv6) المعرفة في RFC 5380 [5] لتحسين الاتصالات المتنقلة في ظروف معينة من خلال جعل العمليات أكثر أمنا وأكثر كفاءة. يمكن العثور على تفسير HMIPv6 في الهرمية موبايل-IPv6.
```
ويخلق الباحثون دعما للشبكات المتنقلة دون الحاجة إلى أي بنية تحتية تم نشرها مسبقا كما هو مطلوب حاليا من قبل ميب. ومن الأمثلة على ذلك البروتوكول التفاعلي لشبكات الاتصالات المتنقلة (IPMN) الذي يعد بالحركة الداعمة على شبكة بروتوكول الإنترنت العادية فقط من حواف الشبكة عن طريق التشوير الذكي بين بروتوكول الإنترنت عند نقاط النهاية ووحدة طبقة التطبيقات مع تحسين نوعية الخدمة. ويعمل الباحثون أيضا على خلق دعم للشبكات المتنقلة بين الشبكات الفرعية بأكملها بدعم من IPv6 المحمول. ومن الأمثلة على ذلك بروتوكول التنقل الأساسي لشبكة التنقل (نNEMO) نيتورك موبيليتي (NEMO) من قبل مجموعة IET Network Mobility Working Group التي تدعم التنقل لشبكات الجوال بأكملها التي تتحرك وتعلق على نقاط مختلفة في الإنترنت. البروتوكول هو امتداد ل IPv6 المحمول ويسمح استمرارية الدورة لكل عقدة في شبكة الجوال مع تحرك الشبكة. 
```

### التغيير من الipv4 إلى الipv6
- لم تعد هناك حاجة إلى وكلاء خارجين